# Dymcoff Crag
Der Dymcoff Crag (englisch; bulgarisch Димков камък Dimkow kamak) ist ein felsiger, teilweise unvereister und 1350 m hoher Berg an der Oskar-II.-Küste des Grahamlands auf der Antarktischen Halbinsel. Er ragt 4 km südwestlich des Mount Persenk, 8,15 km nördlich des Skilly Peak und 6,9 km östlich des Kumanovo Peak in den Lovech Heights auf. Der Rogosch-Gletscher liegt westlich und südlich von ihm.
Britische Wissenschaftler kartierten ihn 1978. Die bulgarische Kommission für Antarktische Geographische Namen benannte ihn 2013 nach dem bulgarischen Ingenieur Nicolas Dymcoff (1861–1937), dessen im Jahr 1917 veröffentlichtes Projekt Étoile de la Concorde (übersetzt ‚Stern der Eintracht‘) Vorbild für die Gründung des Völkerbundes war.